# Luigi De Santis
Luigi De Santis (Ascoli Piceno, 12 agosto 1957) è un ex pesista e discobolo italiano.
È stato campione mondiale militare nel 1980 a San Paolo (Brasile), campione italiano nel 1981 a Torino e vanta 18 presenze in nazionale (17 nel peso ed 1 nel disco).

## Biografia
Cresciuto nella società sportiva ASA Ascoli Piceno ed allenato dal discobolo Armando De Vincentiis, ha militato nel Fiat Iveco di Torino prima di essere arruolato, nel 1979, dalla Polizia di Stato all'interno del Gruppo Sportivo Fiamme Oro di Padova, con il quale ha gareggiato fino al 1986.
Successivamente è stato tesserato dall'Atletica Riccardi di Milano dove ha chiuso la sua carriera agonistica nel 1991.
È uno dei pochi atleti italiani ad aver superato i 20 metri nel getto del peso (Forlì 23 maggio 1982).
Nella sua carriera la più grande delusione fu quella della mancata partecipazione ai Giochi della XXII Olimpiade  di Mosca 1980, a causa dell'adesione al boicottaggio del Governo Italiano, che vietò la presenza all'Olimpiade solo agli atleti italiani appartenenti ai gruppi sportivi Militari.

## Migliori dieci prestazioni nel getto del peso
| Misura  | Sede    | Data             |
| ------- | ------- | ---------------- |
| 20,06 m | Forlì   | 23 maggio 1982   |
| 19,92 m | Vigo    | 14 agosto 1981   |
| 19,91 m | Ancona  | 27 maggio 1981   |
| 19,90 m | Palermo | 6 settembre 1981 |
| 19,83 m | Roma    | 24 maggio 1981   |
| 19,80 m | Ancona  | 8 maggio 1980    |
| 19,79 m | Milano  | 9 febbraio 1983  |
| 19,77 m | Pescara | 7 giugno 1980    |
| 19,74 m | Firenze | 4 giugno 1980    |
| 19,73 m | Gorizia | 26 aprile 1981   |

- In corsivo i risultati indoor.

## Palmarès
| Anno | Manifestazione          | Sede              | Evento         | Risultato | Misura  | Note                      |
| ---- | ----------------------- | ----------------- | -------------- | --------- | ------- | ------------------------- |
| 1979 | Giochi del Mediterraneo | Spalato           | Getto del peso | 6º        | 17,91 m |                           |
| 1979 | Universiadi             | Città del Messico | Getto del peso | 7º        | 18,58 m |                           |
| 1980 | Mondiali militari       | San Paolo         | Getto del peso | Oro       | 18,64 m |                           |
| 1981 | Universiadi             | Bucarest          | Getto del peso | 8º        | 18,34 m |                           |
| 1982 | Europei                 | Atene             | Getto del peso | 13º       | 18,88 m | 19,55 m in qualificazione |

## Campionati nazionali
1978
- Oro Campionati Italiani Universitari ( Rieti), getto del peso - 17,80 m;
- Argento Campionati Italiani Assoluti  ( Roma), getto del peso - 18,08 m;

1979
- Oro Campionati Italiani Universitari ( Salsomaggiore), getto del peso - 18,44 m;
- Argento Campionati Italiani Assoluti indoor  ( Genova), getto del peso - 18,35 m;
- Argento Campionati Italiani Assoluti  ( Roma), getto del peso - 18,93 m;

1980
- Bronzo Campionati Italiani Assoluti  ( Torino), getto del peso - 19,18 m;

1981
- Oro Campionati Italiani Assoluti ( Torino), getto del peso - 19,20 m;
- Oro Campione Italiano di Società ( Udine), con la squadra Fiamme Oro di Padova;

1982
- Bronzo Campionati Italiani Assoluti  ( Roma), getto del peso;

1983
- Argento Campionati Italiani Assoluti  ( Roma), getto del peso - 19,52 m;

1984
- Argento Campionati Italiani Assoluti indoor  ( Torino), getto del peso;
- Bronzo Campionati Italiani Assoluti  ( Roma), getto del peso;

1985
- Argento Campionati Italiani Assoluti ( Roma),lancio del disco - 55,04 m;

1986
- Bronzo Campionati Italiani Assoluti  ( Torino), getto del peso - 17,92 m;

1989
- Argento Campionati Italiani Assoluti indoor  ( Genova), getto del peso - 17,38 m;

## Altre competizioni internazionali
1979
- Oro nella Coppa dei Campioni per club di atletica leggera ( Lisbona), con la squadra Fiat Iveco Torino;

1981
- 7º in Coppa Europa ( Zagabria), getto del peso - 18,34 m;

1982
- Oro nella Coppa dei Campioni per club di atletica leggera ( Parigi), con la squadra Fiamme Oro di Padova;